# A Soft Place to Fall
A Soft Place to Fall ist ein Country-Lied von Allison Moorer und ein Filmsong aus dem Spielfilm Der Pferdeflüsterer. Es wurde von Moorer zusammen mit Gwil Owen geschrieben. Das Lied wurde bei der Oscarverleihung 1999 für den Oscar als bester Filmsong nominiert.

## Einordnung
Moorer selbst lehnte es zur Zeit der Veröffentlichung ab, wie andere Countrymusiker, ein Crossover zur Popmusik zu machen. Sie zog es nach eigenen Angaben vor, reine Countrymusik zu schreiben und singen. Stilistisch kann das Lied den New Traditionalists zugeordnet werden. Gleichwohl zeigt das Lied merkbare Einflüsse der Rockmusik. Der Text der Ballade drückt aus, dass es in der Liebe wichtig sei, jemanden zu finden, der einen mit seinen Schwächen und Verletzlichkeiten akzeptiere und einen weichen Platz zur Landung biete. Nach Angaben von Moorer basiere dies auf persönlichen Erfahrungen und Beobachtungen.

## Veröffentlichung
Die Filmproduzenten hatten MCA Nashville um eine Zusammenstellung eines möglichen Soundtracks für Der Pferdeflüsterer gebeten. A Soft Place to Fall war als letztes Stück der Demoaufnahme beigefügt und gefiel den Produzenten. Im Film wird das Lied von Allison Moorer gespielt, während Tom Booker (Robert Redford) Annie MacLean (Kristin Scott Thomas) ausführt und dann langsam zusammen tanzen.
Das knapp vierminütige Lied wurde als zweites Stück in das Soundtrack-Album zum Pferdeflüsterer aufgenommen.
A Soft Place to Fall war in Moorers 1998 veröffentlichtes Debütalbum Alabama Song aufgenommen worden und wurde als Single ausgekoppelt.

## Auszeichnungen
- Oscars 1999: Nominierung als bester Filmsong[6]